# (7559) Kirstinemeyer
(7559) Kirstinemeyer – planetoida z pasa głównego asteroid okrążająca Słońce w ciągu 3 lat i 274 dni w średniej odległości 2,42 j.a. Została odkryta 14 listopada 1985 roku w Obserwatorium Brorfelde przez Poula Jensena. Nazwa planetoidy pochodzi od Kirstine Bjerrum Meyer (1861–1941), pierwszej kobiety w Danii, która otrzymała stopień naukowy z fizyki. Przed nadaniem nazwy planetoida nosiła oznaczenie tymczasowe (7559) 1985 VF.